# Dolja ty russkaja, doljuška ženskaja
Dolja ty russkaja, doljuška ženskaja (Доля ты русская, долюшка женская) è un film del 1922 diretto da Boris Svetlov. La pellicola non si è conservata.